# Małgorzata Pole
Margaret Pole (ur. 14 sierpnia 1473 w Farleigh Hungerford, zm. 27 maja 1541 w Londynie) – hrabina Salisbury, brytyjska męczennica, błogosławiona Kościoła katolickiego.

## Życiorys
Margaret Pole urodziła się w Farleigh Hungerford w hrabstwie Somerset. Była najstarszą córką księcia Clarence Jerzego Plantageneta i Isabel Neville. Jej stryjami byli kolejni królowie Anglii z dynastii Yorków: Edward IV i Ryszard III. Kiedy miała trzy lata, zmarła jej matka. W lutym 1478 jej ojciec został skazany na śmierć z powodu spiskowania przeciwko królowi Edwardowi IV. 
Kiedy miała 12 lat w bitwie pod Bosworth zginął Ryszard III, a władzę przejął Henryk VII Tudor. Jej młodszy brat Edward, jako ostatni z męskiej linii Yorków został wówczas wtrącony do Tower, gdzie spędził 14 lat. W 1499 został ścięty.
W 1491 roku poślubiła Richarda Pole’a, choć część badaczy (m.in. Hazel Pierce) wskazuje, że ślub mógł się odbyć już w listopadzie 1487, bezpośrednio po buncie Lamberta Simnela. Jej mąż nie wywodził się z rodu królewskiego, jednak poprzez swoją matkę (przyrodnią siostrę Małgorzaty Beaufort) pozostawał w bliskim pokrewieństwie z dynastią Tudorów. Owdowiała w 1504.
Urodziła czterech synów i jedną córkę. Największe znaczenie zdobył trzeci z synów – Reginald Pole, kardynał i ostatni rzymskokatolicki arcybiskup Canterbury.
Małgorzata utrzymywała bliskie relacje z Katarzyną Aragońską i cieszyła się jej przyjaźnią. 14 października 1513 roku została mianowana hrabiną Salisbury. W 1516 była jedną z trzech matek chrzestnych Marii I Tudor.
Z powodu odmowy uznania aktu supremacji i zerwania z rzymskim katolicyzmem w listopadzie 1538 roku wraz z innymi członkami rodziny została oskarżona o zdradę stanu, skazana na karę śmierci i uwięziona w Tower of London. Wyrok przez ścięcie wykonano po ponad dwóch latach więzienia w dniu 27 maja 1541 roku. Została beatyfikowana przez papieża Leona XIII w dniu 29 grudnia 1886 roku.